# SSQ (zespół muzyczny)
SSQ – amerykański zespół synth popowy założony w 1983 roku.
Zespół został założony przez członków zespołu Q, grającego w latach 1982-83, który rozpadł się z powodu odejścia Rossa Wooda i problemów prawnych, związanych z wykorzystaniem znaku towarowego Quincy Jonesa, jakim była litera 'Q'. Dołączono także nowych członków zespołu. Grupę SSQ formowali:
- Stacey Swain
- John St. James
- John Van Torengen
- Rich West
- Karl Moet
- Skip Hahn

Torengen wspomagał grupę Q już wcześniej, zaś trzech nowych członków zwerbowała liderka zespołu, Stacey Swain. Także litery 'SS' w  nazwie grupy pochodzą od akronimu jej imienia i nazwiska.
Jedynym albumem grupy był Playback z 1983 roku, który wydała wytwórnia Enigma. Płyta nie osiągnęła sukcesu komercyjnego, natomiast kilka ich piosenek znalazło się w soundtrackach popularnych filmów, mianowicie Synthicide, Big Electronic Beat i Clockword w filmie Laski (ang. Hardbodies) z 1984 roku, a Synthicide i Anonymous w filmie Cavegirl z 1985 roku. Anonymous wykorzystano też w filmie Beyond the Black Rainbow z 2010 roku (w napisach).
Utwory Synthicide, Big Electronic Beat, Screaming in My Pillow nagrano w 1983 roku jako single. Do soundtracku filmu Powrót żywych trupów, w 1985 roku nagrali utwory Trash's Theme i Tonight (We'll Make Love Until We Die), które przyniosły zespołowi rozgłos, ale nie uchyliły od rozpadu w 1988 roku. Po rozpadzie grupy Stacey Swain, liderka i wokalista zespołu, zaczęła karierę pod pseudonimem Stacey Q i wydała jeszcze 6 albumów.